# Рейс, Джинджер
Джинджер Рейс (англ. Ginger Reyes), также известна как Джинджер Слинг (англ. Ginger Sling — «рыжая петля») — рок-музыкант, бас-гитаристка и бэк-вокалистка нового состава альтернативной рок-группы The Smashing Pumpkins. У Рейс есть и сольные работы, до The Smashing Pumpkins играла на басу в калифорнийской поп-панк-группе Halo Friendlies.

## Начало карьеры
Ещё в средней школе Рейс начала писать песни, она была участницей многих команд. Первой были The Israelites, христианская ска-группа из Ла Кресента-Мотроз, Калифорния. Также Джинджер была участницей California и басисткой в женской поп-панк-группе Halo Friendlies, где заменила Шерил Хект.

## The Smashing Pumpkins
6 апреля 2007 год на сайте рекорд-лейбла Аарона Норта Buddyhead прошёл слух о том, что Джинджер Рейс стала новой бас-гитаристкой The Smashing Pumpkins, заменив предыдущих участниц Дарси Рецки и Мелиссу Ауф Дер Маур. Было подтверждено, что Рейс играла с группой на их первом выступлении 22 мая 2007 года в Le Grand Rex в Париже, а затем на последующих концертах в Англии, Америке и на фестивале Live Earth 7 июля 2007 года .

## Сайты
- Официальный сайт
- страница Ginger Sling на MySpace
- интервью Bass Player Magazine
- на сайте Fender.com